# Julio Angkel
Julio Angkel (Parem, 12 aprile 1954) è un vescovo cattolico micronesiano, dal 2 febbraio 2020 vescovo delle Isole Caroline.

## Biografia
Julio Angkel è nato il 12 aprile 1954 sull'isola di Parem, Stato federato di Chuuk e vicariato apostolico delle Isole Caroline e Marshall (oggi diocesi delle Isole Caroline), nell'allora Territorio fiduciario delle Isole del Pacifico (oggi Stati Federati di Micronesia).

### Formazione e ministero sacerdotale
Ha compiuto gli studi primari e secondari alla Chuuk High School, la locale scuola cattolica, iscrivendosi in seguito all'Università di Guam. Sentendo maturare la vocazione al sacerdozio, si è trasferito a Manila, nelle Filippine, per frequentare il Seminario di San Jose e poi si è spostato a Suva, nelle Figi, continuando gli studi al Pacific Regional Seminary. Ha ricevuto l'ordinazione sacerdotale il 13 dicembre 1983, nella cattedrale del Cuore Immacolato di Maria a Weno, per imposizione delle mani di Martin Joseph Neylon, S.I., vescovo delle Caroline-Marshall; si è incardinato, ventinovenne, come presbitero della medesima diocesi, divenendo il secondo sacerdote micronesiano nella storia della Chiesa.
Poco dopo l'ordinazione, nel 1984 gli è stato assegnato il primo incarico pastorale presso la parrocchia di Nomisofo, nel vicariato di Chuuk, venendo poi trasferito nella vicina parrocchia dell'Assunzione nel 1986. Tra il 1990 ed il 1991 si è trasferito momentaneamente in California, negli Stati Uniti d'America, per trascorrere un anno sabbatico al Berkeley Spirituality Centre. Tornato in Patria nel 1992, ha passato i successivi dodici anni svolgendo il ministero pastorale nella maggior parte delle parrocchie nel vicariato di Chuuk.
Dal 2004 al 2005 si è recato nuovamente a Manila per seguire un programma di formazione presso lo East Asian Pastoral Institute, divenendo poi primo direttore del Caroline Pastoral Institute e del Collegio diocesano per la Micronesia. Nel 2010 è stato nominato vicario episcopale per gli Stati federati di Pohnpei, dove aveva la propria residenza, e Kosrae, ricoprendo anche gli incarichi di docente e formatore al Pacific Regional Seminary di Suva dal 2012 al 2013. In ambito diocesano, sempre nel 2012 è stato nominato vicario generale e coordinatore della commissione per la giustizia e lo sviluppo nonché di vari programmi pastorali del vicariato, ruoli svolti per un triennio. Dal 2015 fino alla promozione all'episcopato è stato infine parroco della parrocchia della Sacra Famiglia a Chuuk, direttore dell'ufficio vocazioni e formazione e direttore della St. John Vianney Formation House.

### Ministero episcopale
Il 18 novembre 2017 papa Francesco lo ha nominato vescovo coadiutore delle Isole Caroline. Ha ricevuto la consacrazione episcopale il 4 febbraio 2018, nella cattedrale del Cuore Immacolato di Maria a Weno, per imposizione delle mani di Martin Krebs, arcivescovo titolare di Taborenta e nunzio apostolico in Micronesia e negli altri Stati dell'Oceano Pacifico, assistito dai co-consacranti Amando Samo, vescovo delle Isole Caroline, e Paul Eusebius Mea Kaiuea, M.S.C., vescovo di Tarawa e Nauru. Come motto episcopale ha scelto I can do all things through Christ who strengthens me, che tradotto vuol dire "Posso fare ogni cosa per mezzo di Cristo, che mi rafforza".
Il 30 settembre 2019 si è recato in Vaticano, assieme agli altri membri della Conferenza episcopale del Pacifico, per la visita ad limina apostolorum, per discutere con il pontefice della situazione e dei problemi relativi alla diocesi.
Il 2 febbraio 2020, con l'accettazione della rinuncia per ragioni di salute del settantunenne Amando Samo, che aveva guidato la diocesi per quasi venticinque anni, è succeduto per coadiutoria come vescovo delle Isole Caroline.

## Genealogia episcopale
La genealogia episcopale è:
- Cardinale Scipione Rebiba
- Cardinale Giulio Antonio Santori
- Cardinale Girolamo Bernerio, O.P.
- Arcivescovo Galeazzo Sanvitale
- Cardinale Ludovico Ludovisi
- Cardinale Luigi Caetani
- Cardinale Ulderico Carpegna
- Cardinale Paluzzo Paluzzi Altieri degli Albertoni
- Papa Benedetto XIII
- Papa Benedetto XIV
- Cardinale Enrico Enriquez
- Arcivescovo Manuel Quintano Bonifaz
- Cardinale Buenaventura Córdoba Espinosa de la Cerda
- Cardinale Giuseppe Maria Doria Pamphilj
- Papa Pio VIII
- Papa Pio IX
- Cardinale Gustav Adolf von Hohenlohe-Schillingsfürst
- Arcivescovo Salvatore Magnasco
- Cardinale Gaetano Alimonda
- Cardinale Agostino Richelmy
- Vescovo Giuseppe Castelli
- Vescovo Gaudenzio Binaschi
- Arcivescovo Albino Mensa
- Cardinale Tarcisio Bertone, S.D.B.
- Arcivescovo Martin Krebs
- Vescovo Julio Angkel